# 間接アプローチ戦略
間接アプローチ戦略（かんせつアプローチせんりゃく、英: Indirect approach strategy）とは、正面衝突を避け、間接的に相手を無力化・減衰させる戦略をいう。第一次世界大戦後、リデル・ハートによって提唱された。

## 概要
間接アプローチ戦略は国家戦略においては相手国と正面から武力衝突するのではなく、間接的な手段として同盟国への支援や、シーパワーを駆使した経済封鎖・通商破壊などの間接的な手段を用いて弱体化させ、政治目的を達成しようとする戦略である。軍事戦略レベルにおいては、単に敵の戦力を撃滅するのではなく、後方連絡線や指揮系統の破壊によって敵を無力化する戦略を指す。

## 戦争の原則
ハートの説く戦争の原則は、6つの積極的側面と2つの消極的側面から構成される。ハートは、これらの原則を絶対的な原則ではなく、経験則であると留保を入れている。

### 積極的側面
- 目的を手段に適合させよ
- 目的を常に念頭に置け
- 最小予期線を選択せよ
- 最小抵抗線を利用せよ
- 代替目標のある作戦線を選択せよ
- 状況に対する柔軟性のある、計画および配置を心がけよ

### 消極的側面
- 敵が防御態勢を整えている間は攻撃するな
- 一度失敗した作戦線で再攻撃をするな